# Фоменко Вікторія Вікторівна
Вікто́рія Ві́кторівна Фоме́нко (* 1970) — українська легкоатлетка; спеціалізувалася в бігу на 100, 200 і 400 метрів; майстер спорту України міжнародного класу з легкої атлетики.

## Життєпис
Представляла спортивне товариство «Динамо» (Харків); чемпіонка України.
Змагалася на Чемпіонаті Європи 1994 року — у естафеті 4 х 100 метрів команда посіла четверте місце; також бігла в естафеті 4 х 400 метрів.
На Іграх доброї волі 1994 року в Санкт-Петербурзі вона в естафеті з Анжелою Кравченко, Іриною Слюсар та сестрою-близнючкою Антоніною Слюсар здобули бронзову медаль.
Брала участь в Чемпіонаті світу-1995 в приміщенні.
Учасниця Олімпійських ігор 1996 року.
На Кубку Європи з легкої атлетики-1996 здобула срібну медаль у естафеті 4/400 метрів — вона та Ольга Мороз, Людмила Кощей й Олена Рурак.
Змагалася на Чемпіонаті світу 1997 року .
На Всеукраїнських літніх спортивних іграх-1999 в бігу 4×400 метрів команда здобула золоті медалі — вона та Тетяна Ткаліч, Олена Буженко й Майя Шемчишена.
Найкращий особистий час — 11,37 секунди на 100 метрів (досягнуто у травні 1993 року в Києві); 22,59 секунди на 200 метрів (у червні 1996 року в Києві) і 50,94 секунди на 400 метрів (травень 1996 року в Києві).
Від 2007 року — педагогиня; кафедра фізичного виховання, Національний технічний університет «Харківський політехнічний інститут».